# Dehnreflex
Der Dehnreflex ist ein die Muskulatur betreffender Reflex. Wenn ein Muskel gedehnt wird, kommt es zu einer reflektorisch bedingten Kontraktion des Muskels.